# Shiratori Kurakichi

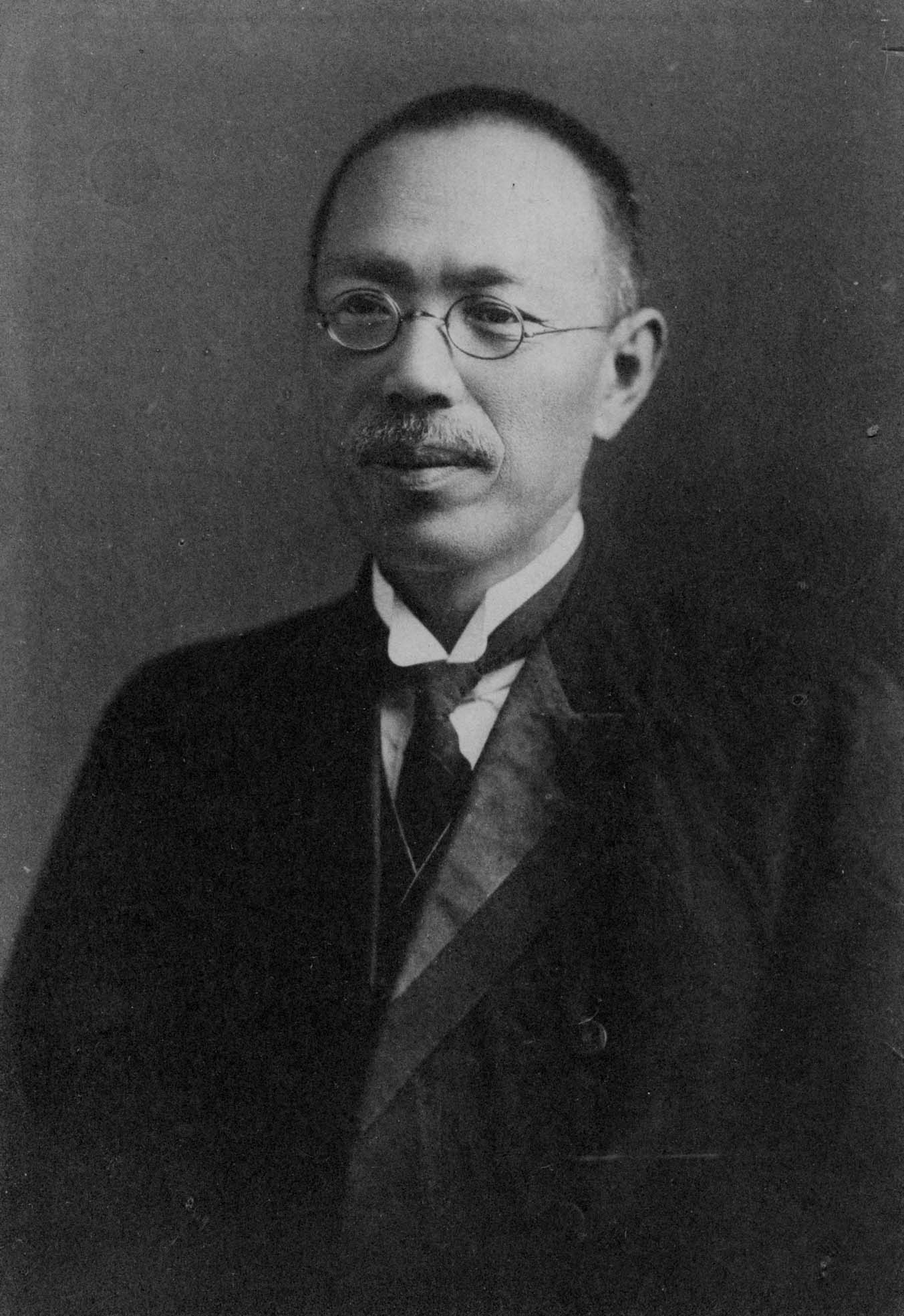
Shiratori Kurakichi

Shiratori Kurakichi (japanisch 白鳥 庫吉; geboren 1. März 1865 in Hase (Provinz Kazusa); gestorben 30. März 1942 in Chigasaki (Präfektur Kanagawa)) war ein japanischer Historiker mit dem Schwerpunkt Asiatische Geschichte.

## Leben und Werk
Shiratori Kurakichi begann ein Studium an der Universität Tokio im Fach Geschichte, empfing Anregungen von dem dort lehrenden Ludwig Riess und schloss sein Studium 1890 ab. Nach einem Aufenthalt zur Weiterbildung in Europa wurde er 1904 an seine Alma Mater als Professor und Leiter des Faches für Orientwissenschaften berufen. 1925 wurde er nach Erreichung des Ruhestandes als „Meiyo Kyōju“ verabschiedet.
Shiratori publizierte über Korea, die Mandschurei, die Mongolei und Zentralasien. Er ist bekannt für seine These, dass das Land Yamatai auf Kyūshū zu suchen ist. Er war maßgeblich an dem Aufbau eines Forschungsinstituts der Südmandschurischen Eisenbahn beteiligt, das dann Studien in der Mandschurei durchführte. Er war auch beteiligt an dem Aufbau der Sammlung des Tōyō Bunko, dessen Geschäftsführer er eine Zeitlang war.
Zu Shiratoris Schriften gehören
- „Saiiki kenkyū“ (西域史研究) – etwa „Forschung zu den Gebieten westlich Chinas“,
- „Shindai-shi no shin-kenkyū“ (神代史の新研究) – etwa „Neue Forschung zu den geschichtlichen Überlieferungen der Götterzeit“,
- „Himiko mondai no kaiketsu“ (卑弥呼問題の解決) – etwa „Lösung des Problems, Himiko betreffend“.

- Ishida Mikinosuke und Yamamoto Tatsurō gaben von 1969 bis 1971 in zehn Bänden die Gesammelten Werke, „白鳥庫吉全集“, heraus.